# Canary Bay
Singles de Indochine
Kao Bang 3esexe
Pistes de 3
3e sexe Monte Cristo
Canary Bay est une chanson d'Indochine parue dans l'album 3 en 1985.
Cette chanson fait référence au lesbianisme.

## Autour de la chanson
En écho au titre 3e sexe, qui la précède sur l'album et qui évoque la tolérance vestimentaire et sexuelle, Canary Bay parle clairement d'homosexualité féminine. Nicola Sirkis révèlera ensuite que leur maison de disque de l'époque BMG Ariola s'opposa au morceau. Plusieurs paroles de la chanson furent censurées pour la télévision.
Le titre évoque une île fantasmée, hors du temps et du monde, comme l'île des Amazones. Sirkis s'inspire pour le nom d'un club lesbien de Londres. Nicola Sirkis parlera ensuite de la chanson comme d'un « fantasme assez phallocrate », admettant qu'il a « un peu honte de ce texte, que je ne trouve pas terrible, écrit un peu vite », soulignant tout de même sa résonance dans une époque assez ouverte sexuellement parlant mais qui parlait encore peu d'homosexualité.

## Classements par pays
| Pays   | Meilleure position |
| ------ | ------------------ |
| France | 29                 |
| Suède  | 8                  |